# Johannes Walaeus
Johannes Walaeus (Jan de Wale, Johannes de Waal) (* Koudekerke, Walcheren, 27 de Dezembro de 1604/1607 - Leiden, 1649), foi médico holandês e professor da Faculdade de Medicina da Universidade de Leiden.  Era filho do pregador e professor de teologia Antonius Walaeus (1573-1639).

## Biografia
Walaeus nasceu na Zelândia, mas estudou filosofia e medicina em Leiden, onde também conseguiu o seu doutorado (1631), tornando-se professor em 1632 e em 1633 professor associado da mesma universidade.  Em 1648, um ano antes da sua morte, tornou-se professor titular.
Em Leiden, Walaeus teve contato com Franciscus Sylvius, onde conversaram sobre a teoria da circulação de William Harvey.  A princípio Walaeus não parecia estar de acordo com a teoria, mas posteriormente foi convencido do seu equívoco a partir das evidências dos experimentos de Sylvius, e tornou-se posteriormente um defensor da teoria de Harvey.  Walaeus pode ser considerado um dos fundadores da fisiologia experimental.

## Teoria da Circulação do Sangue de William Harvey
Em 1640, Walaeus enviou duas cartas, onde defendia a teoria de Harvey, ao seu aluno, Thomas Bartholinus, que foram publicadas na obra: As Instituições Anatômicas.  Walaeus foi o primeiro a confirmar a teoria de Harvey através de uma série de novos experimentos engenhosamente projetados, principalmente por meio das ligaduras vasculares.  Ele também aumentou consideravelmente o conhecimento a respeito do fluxo sanguíneo influenciado pelas idéias de Harvey no anos 1640.  Embora tendo publicado apenas doze anos depois do lançamento da obra De motu cordis et sanguinis (Sobre o Movimento do Coração e Sanguíneo, 1628), coube a ele oferecer o ímpeto decisivo para o reconhecimento dessa verdade em uma época quando essa teoria era ampla e apaixonadamente contestada.